# Fußballclub Basel 1893 2009-2010
Questa voce raccoglie le informazioni riguardanti il Fußballclub Basel 1893 nelle competizioni ufficiali della stagione 2009-2010.

## Stagione
Nella stagione 2009-2010 il Basilea, allenato da Thorsten Fink, concluse il campionato di Super League al 1º posto. In Coppa Svizzera il Basilea vinse la finale con il Losanna. In Europa League il Basilea fu eliminato nella fase a gironi.

## Rosa
| N. |                      | Ruolo | Calciatore         |
| -- | -------------------- | ----- | ------------------ |
| 1  | Argentina (bandiera) | P     | Franco Costanzo    |
| 4  | Turchia (bandiera)   | D     | Çağdaş Atan        |
| 6  | Argentina (bandiera) | C     | Marcos Gelabert    |
| 7  | Svizzera (bandiera)  | C     | Pascal Schürpf     |
| 8  | Svizzera (bandiera)  | C     | Benjamin Huggel    |
| 9  | Svizzera (bandiera)  | A     | Marco Streller     |
| 11 | Australia (bandiera) | C     | Scott Chipperfield |
| 13 | Svizzera (bandiera)  | A     | Alexander Frei     |
| 14 | Svizzera (bandiera)  | C     | Valentin Stocker   |
| 15 | Argentina (bandiera) | A     | Federico Almerares |
| 16 | Albania (bandiera)   | D     | Taulant Xhaka      |
| 17 | Svizzera (bandiera)  | C     | Xherdan Shaqiri    |
| 18 | Germania (bandiera)  | P     | Stefan Wessels     |
| 19 | Argentina (bandiera) | D     | David Abraham      |

| N. |                       | Ruolo | Calciatore       |
| -- | --------------------- | ----- | ---------------- |
| 20 | Svezia (bandiera)     | D     | Behrang Safari   |
| 22 | Ghana (bandiera)      | D     | Samuel Inkoom    |
| 23 | Svizzera (bandiera)   | P     | Massimo Colomba  |
| 24 | Svizzera (bandiera)   | C     | Cabral           |
| 25 | Brasile (bandiera)    | C     | Antônio da Silva |
| 26 | Svizzera (bandiera)   | C     | Daniel Ünal      |
| 28 | Svizzera (bandiera)   | D     | Beg Ferati       |
| 29 | Svizzera (bandiera)   | D     | Janick Kamber    |
| 30 | Portogallo (bandiera) | C     | Carlitos         |
| 31 | Camerun (bandiera)    | A     | Jacques Zoua     |
| 32 | Svizzera (bandiera)   | D     | Reto Zanni       |
| 33 | Turchia (bandiera)    | D     | Serkan Şahin     |
| 35 | Svizzera (bandiera)   | P     | Oliver Klaus     |

## Organigramma societario
Area tecnica
- Allenatore: Thorsten Fink
- Allenatore in seconda: Heiko Vogel, Marco Walker
- Preparatore dei portieri: Romain Crevoisier
- Preparatori atletici: Nikola Vidović

## Calciomercato

### Sessione estiva
| Acquisti | Acquisti         | Acquisti          | Acquisti |
| R.       | Nome             | da                | Modalità |
| -------- | ---------------- | ----------------- | -------- |
| A        | Alexander Frei   | Borussia Dortmund |          |
| C        | Antônio da Silva | Karlsruhe         |          |
| D        | Çağdaş Atan      | Energie Cottbus   |          |
| D        | Loan Boumelaha   | Concordia Basilea |          |
| C        | Cabral           | Siviglia Atlético |          |
| P        | Massimo Colomba  | Grasshoppers      |          |
| D        | Samuel Inkoom    | Asante Kotoko     |          |
| D        | Dominik Ritter   | Concordia Basilea |          |
| C        | Pascal Schürpf   | Concordia Basilea |          |
| C        | Daniel Ünal      | Basilea II        |          |

| Cessioni | Cessioni         | Cessioni         | Cessioni |
| R.       | Nome             | a                | Modalità |
| -------- | ---------------- | ---------------- | -------- |
| A        | Orhan Mustafi    | Aarau            |          |
| C        | Jürgen Gjasula   | FSV Francoforte  |          |
| A        | Eren Derdiyok    | Bayer Leverkusen |          |
| C        | Ivan Ergić       | Bursaspor        |          |
| C        | Fabian Frei      | San Gallo        |          |
| D        | Ronny Hodel      | Ventspils        |          |
| P        | Jayson Leutwiler | Yverdon          |          |
| A        | Eduardo Rubio    | Unión Española   |          |
| P        | Yann Sommer      | Grasshoppers     |          |

### Sessione invernale
| Acquisti | Acquisti | Acquisti | Acquisti |
| R.       | Nome     | da       | Modalità |
| -------- | -------- | -------- | -------- |

| Cessioni | Cessioni        | Cessioni        | Cessioni |
| R.       | Nome            | a               | Modalità |
| -------- | --------------- | --------------- | -------- |
| D        | François Marque | Grenoble        |          |
| C        | Marco Aratore   | Thun            |          |
| D        | Loan Boumelaha  | Thun            |          |
| C        | Marko Perović   | N.E. Revolution |          |
| D        | Dominik Ritter  | Winterthur      |          |

## Risultati

### Super League

#### Prima fase, girone di andata
| Arbitro: | Busacca |

|                        |           |  |
| Frick 51’ Costanzo 82’ | Marcatori |  |

| Arbitro: | Hänni |

|                         |           |             |
| Stocker 6’ Streller 90’ | Marcatori | 4’ Bengondo |

| Arbitro: | Kever |

|            |           |                      |
| Mpenza 78’ | Marcatori | 20’ Stocker 90’ Frei |

| Arbitro: | Zimmermann |

|              |           |          |
| Streller 13’ | Marcatori | 86’ Ianu |

| Arbitro: | Busacca |

|            |           |                |
| Huggel 89’ | Marcatori | 87’ Vonlanthen |

| Arbitro: | Studer |

|                                 |           |                  |
| Santos 15’ Callà 61’ Zárate 73’ | Marcatori | 24’ Chipperfield |

| Arbitro: | Kever |

|                                  |           |                              |
| Varela 57’ (rig.) Gavranović 68’ | Marcatori | 65’ Streller 89’ (rig.) Frei |

| Arbitro: | Bertolini |

|         |           |                           |
| Frei 6’ | Marcatori | 75’ Doumbia 90’ Schneuwly |

| Arbitro: | Wermelinger |

|                         |           |                                   |
| Ciarrocchi 54’ Hima 85’ | Marcatori | 5’, 90’ (rig.) Huggel 32’ Stocker |

#### Prima fase, girone di ritorno
| Arbitro: | Zimmermann |

|                                        |           |  |
| Stocker 20’ Streller 45’, 53’ Frei 60’ | Marcatori |  |

| Arbitro: | Laperrière |

|  |           |                             |
|  | Marcatori | 26’ (rig.) Frei 28’ Stocker |

| Arbitro: | Studer |

|                                                  |           |  |
| Streller 43’, 44’ Frei 78’ Chipperfield 84’, 86’ | Marcatori |  |

| Arbitro: | Kever |

|                                                     |           |                                          |
| Chiumiento 4’ Renggli 22’ (rig.) Yakın 79’ Ianu 87’ | Marcatori | 2’ Huggel 7’, 90’ Frei 72’, 90’ Streller |

| Arbitro: | Bertolini |

|                       |           |                        |
| Okonkwo 53’ Gajić 86’ | Marcatori | 61’ Huggel 63’ Stocker |

| Arbitro: | Wermelinger |

|                                     |           |               |
| Huggel 34’, 90’ (rig.) Streller 41’ | Marcatori | 28’ Smiljanić |

| Arbitro: | Busacca |

|                                                           |           |           |
| Chipperfield 41’ Frei 58’ (rig.) Shaqiri 90’ Streller 90’ | Marcatori | 56’ Ideye |

| Arbitro: | Busacca |

|                          |           |  |
| Doumbia 3’ Schneuwly 45’ | Marcatori |  |

| Arbitro: | Grossen |

|                          |           |                         |
| Frei 17’, 74’ Cabral 54’ | Marcatori | 35’ Ciarrocchi 42’ Lima |

#### Seconda fase, girone di andata
| Arbitro: | Busacca |

|                                                      |           |  |
| Frei 68’ (rig.) Streller 81’ Gelabert 86’ Safari 90’ | Marcatori |  |

| Arbitro: | Studer |

|             |           |                            |
| Nuzzolo 49’ | Marcatori | 54’ Frei 62’, 80’ Streller |

| Arbitro: | Bieri |

|                           |           |          |
| Elmer 62’ (aut.) Atan 69’ | Marcatori | 23’ Lang |

| Arbitro: | Grossen |

|  |           |                                      |
|  | Marcatori | 45’ Chipperfield 62’ (rig.) Streller |

| Arbitro: | Hänni |

|                  |           |                       |
| Chipperfield 60’ | Marcatori | 2’ Colina 58’ Cabanas |

| Arbitro: | Zimmermann |

|  |           |            |
|  | Marcatori | 33’ Huggel |

| Arbitro: | Bieri |

|                               |           |                                                            |
| Imhof 20’ Costanzo 80’ (rig.) | Marcatori | 15’ Silva 18’ Stocker 38’ Chipperfield 90’ (aut.) Fernando |

| Arbitro: | Busacca |

|                                                    |           |              |
| Streller 14’, 58’ (rig.) Chipperfield 16’ Zoua 78’ | Marcatori | 45’ Alphonse |

| Arbitro: | Kever |

|                      |           |                   |
| Marin 65’ Mpenza 77’ | Marcatori | 11’, 62’ Streller |

#### Seconda fase, girone di ritorno
| Arbitro: | Hänni |

|                                                 |           |                                    |
| Almerares 14’, 30’ Chipperfield 24’ Shaqiri 53’ | Marcatori | 6’ Bühler 15’ Mpenza 86’ Domínguez |

| Arbitro: | Busacca |

|               |           |                           |
| Margairaz 62’ | Marcatori | 75’ Shaqiri 77’ Almerares |

| Arbitro: | Zimmermann |

|                                    |           |                          |
| Huggel 53’ (rig.), 70’ Stocker 59’ | Marcatori | 29’ Merenda 37’ Costanzo |

| Arbitro: | Wermelinger |

|                                                     |           |  |
| Silva 10’ Shaqiri 14’ Stocker 43’, 56’ Carlitos 74’ | Marcatori |  |

| Arbitro: | Bieri |

|                                                      |           |  |
| Zuber 3’ Cabanas 13’ Smiljanić 30’ (rig.) Zárate 81’ | Marcatori |  |

| Arbitro: | Studer |

|                                         |           |  |
| Streller 10’, 76’ Chipperfield 32’, 57’ | Marcatori |  |

| Arbitro: | Laperrière |

|  |           |                                       |
|  | Marcatori | 16’ Chipperfield 58’ Stocker 90’ Zoua |

| Arbitro: | Bertolini |

|                            |           |  |
| Gelabert 56’ Frei 84’, 86’ | Marcatori |  |

| Arbitro: | Laperrière |

|  |           |                              |
|  | Marcatori | 39’ Stocker 61’ Chipperfield |

### Coppa Svizzera
| 20 settembre 2009, ore 14:30 CEST Primo turno | Cham | 0 – 3 | Basilea |  |

| 17 ottobre 2009, ore 17:00 CEST Secondo turno | Le Mont | 1 – 3 | Basilea |  |

| 20 novembre 2009, ore 20:10 CET Ottavi di finale | Basilea | 4 – 2 | Zurigo |  |

| 12 dicembre 2009, ore 17:45 CET Quarti di finale | Basilea | 3 – 1 | Bienne |  |

| 5 aprile 2010, ore 13:30 CEST Semifinale | Kriens | 0 – 1 | Basilea |  |

| Arbitro: | Kever |

|                                                                   |           |  |
| Stocker 28’, 75’ Shaqiri 30’ Zoua 46’ Chipperfield 52’ Huggel 89’ | Marcatori |  |

### Europa League

#### Fase di qualificazione
| Arbitro: | Richards |

|                                      |           |  |
| Şahin 23’ Streller 48’ Almerares 59’ | Marcatori |  |

| Arbitro: | Mrković |

|                   |           |                                                            |
| Maicon 43’ (rig.) | Marcatori | 12’ Streller 15’ Gelabert 40’ (aut.) Alvarez 88’ Almerares |

| Arbitro: | Vitienes |

|                                |           |                                |
| Benediktsson 6’ Sigurðarson 9’ | Marcatori | 58’ Chipperfield 83’ Almerares |

| Arbitro: | Asumaa |

|                                  |           |                     |
| Frei 29’, 80’ (rig.) Shaqiri 77’ | Marcatori | 45’ (rig.) Takefusa |

| Arbitro: | Szabó |

|           |           |                              |
| Pérez 49’ | Marcatori | 71’, 74’ Streller 77’ Huggel |

| Arbitro: | Kaasik |

|                                                             |           |           |
| Almerares 32’ Gelabert 36’ Frei 63’ Shaqiri 74’ Mustafi 84’ | Marcatori | 33’ Félix |

#### Fase a gironi
| Arbitro: | Carballo |

|                            |           |  |
| Carlitos 11’ Almerares 87’ | Marcatori |  |

| Arbitro: | Weiner |

|            |           |  |
| Murphy 57’ | Marcatori |  |

| Arbitro: | de Sousa |

|  |           |               |
|  | Marcatori | 20’, 63’ Frei |

| Arbitro: | Oriekhov |

|                                   |           |            |
| Gelabert 35’ Frei 41’ (rig.), 67’ | Marcatori | 61’ Jančev |

| Arbitro: | Chapron |

|                              |           |            |
| Totti 32’ (rig.) Vučinić 58’ | Marcatori | 18’ Huggel |

| Arbitro: | Johannesson |

|                              |           |                          |
| Frei 64’ (rig.) Streller 87’ | Marcatori | 41’, 44’ Zamora 76’ Gera |

## Statistiche

### Statistiche di squadra
| Competizione   | Punti | In casa | In casa | In casa | In casa | In casa | In casa | In trasferta | In trasferta | In trasferta | In trasferta | In trasferta | In trasferta | Totale | Totale | Totale | Totale | Totale | Totale | DR  |
| Competizione   | Punti | G       | V       | N       | P       | Gf      | Gs      | G            | V            | N            | P            | Gf           | Gs           | G      | V      | N      | P      | Gf     | Gs     | DR  |
| -------------- | ----- | ------- | ------- | ------- | ------- | ------- | ------- | ------------ | ------------ | ------------ | ------------ | ------------ | ------------ | ------ | ------ | ------ | ------ | ------ | ------ | --- |
| Super League   | 80    | 18      | 14      | 2       | 2       | 54      | 18      | 18           | 11           | 3            | 4            | 36           | 28           | 36     | 25     | 5      | 6      | 90     | 46     | +44 |
| Coppa Svizzera | -     | 3       | 3       | 0       | 0       | 13      | 3       | 3            | 3            | 0            | 0            | 7            | 1            | 6      | 6      | 0      | 0      | 20     | 4      | +16 |
| Europa League  | -     | 6       | 5       | 0       | 1       | 18      | 6       | 6            | 3            | 1            | 2            | 12           | 7            | 12     | 8      | 1      | 3      | 30     | 13     | +17 |
| Totale         | 80    | 27      | 22      | 2       | 3       | 85      | 27      | 27           | 17           | 4            | 6            | 55           | 36           | 54     | 39     | 6      | 9      | 140    | 63     | +77 |

### Andamento in campionato
| Giornata  | 1  | 2 | 3 | 4 | 5 | 6 | 7 | 8 | 9 | 10 | 11 | 12 | 13 | 14 | 15 | 16 | 17 | 18 | 19 | 20 | 21 | 22 | 23 | 24 | 25 | 26 | 27 | 28 | 29 | 30 | 31 | 32 | 33 | 34 | 35 | 36 |
| --------- | -- | - | - | - | - | - | - | - | - | -- | -- | -- | -- | -- | -- | -- | -- | -- | -- | -- | -- | -- | -- | -- | -- | -- | -- | -- | -- | -- | -- | -- | -- | -- | -- | -- |
| Luogo     | T  | C | T | C | C | T | T | C | T | C  | T  | C  | T  | T  | C  | C  | T  | C  | C  | T  | C  | T  | C  | T  | T  | C  | T  | C  | T  | C  | C  | T  | C  | T  | C  | T  |
| Risultato | P  | V | V | N | N | P | N | P | V | V  | V  | V  | V  | N  | V  | V  | P  | V  | V  | V  | V  | V  | P  | V  | V  | V  | N  | V  | V  | V  | V  | P  | V  | V  | V  | V  |
| Posizione | 10 | 8 | 3 | 3 | 4 | 7 | 6 | 7 | 7 | 6  | 4  | 3  | 3  | 3  | 2  | 2  | 2  | 2  | 2  | 2  | 2  | 2  | 2  | 2  | 2  | 2  | 2  | 2  | 2  | 2  | 1  | 2  | 2  | 2  | 1  | 1  |

Legenda:

Luogo: C = Casa; T = Trasferta. Risultato: V = Vittoria; N = Pareggio; P = Sconfitta.

### Statistiche dei giocatori
| Giocatore       | Super League | Super League | Super League | Super League | Coppa Svizzera | Coppa Svizzera | Coppa Svizzera | Coppa Svizzera | Europa League | Europa League | Europa League | Europa League | Totale   | Totale | Totale      | Totale     |
| Giocatore       | Presenze     | Reti         | Ammonizioni  | Espulsioni   | Presenze       | Reti           | Ammonizioni    | Espulsioni     | Presenze      | Reti          | Ammonizioni   | Espulsioni    | Presenze | Reti   | Ammonizioni | Espulsioni |
| --------------- | ------------ | ------------ | ------------ | ------------ | -------------- | -------------- | -------------- | -------------- | ------------- | ------------- | ------------- | ------------- | -------- | ------ | ----------- | ---------- |
| D. Abraham      | 21           | 0            | 3            | 1            | 1              | 0              | 0              | 0              | 6             | 0             | 2             | 0             | 28       | 0      | 5           | 1          |
| F. Almerares    | 26           | 3            | 1            | 0            | 1              | 0              | 0              | 0              | 10            | 5             | 2             | 0             | 37       | 8      | 3           | 0          |
| M. Aratore      | 0            | 0            | 0            | 0            | 0              | 0              | 0              | 0              | 4             | 0             | 0             | 0             | 4        | 0      | 0           | 0          |
| Ç. Atan         | 34           | 1            | 11           | 0            | 0              | 0              | 0              | 0              | 10            | 0             | 1             | 0             | 44       | 1      | 12          | 0          |
| L. Boumelaha    | 0            | 0            | 0            | 0            | 0              | 0              | 0              | 0              | 0             | 0             | 0             | 0             | 0        | 0      | 0           | 0          |
| C. Cabral       | 23           | 1            | 0            | 0            | 0              | 0              | 0              | 0              | 8             | 0             | 1             | 0             | 31       | 1      | 1           | 0          |
| C. Carlitos     | 22           | 1            | 0            | 0            | 0              | 0              | 0              | 0              | 8             | 1             | 1             | 0             | 30       | 2      | 1           | 0          |
| S. Chipperfield | 26           | 13           | 2            | 0            | 1              | 1              | 0              | 0              | 7             | 1             | 0             | 0             | 34       | 15     | 2           | 0          |
| M. Colomba      | 16           | 0            | 1            | 0            | 0              | 0              | 0              | 0              | 3             | 0             | 0             | 0             | 19       | 0      | 1           | 0          |
| F. Costanzo     | 20           | 0            | 4            | 0            | 1              | 0              | 0              | 0              | 8             | 0             | 1             | 0             | 29       | 0      | 5           | 0          |
| B. Ferati       | 17           | 0            | 3            | 0            | 1              | 0              | 0              | 0              | 3             | 0             | 0             | 0             | 21       | 0      | 3           | 0          |
| A. Frei         | 19           | 15           | 5            | 1            | 1              | 0              | 0              | 0              | 10            | 8             | 2             | 0             | 30       | 23     | 7           | 1          |
| M. Gelabert     | 26           | 2            | 5            | 0            | 0              | 0              | 0              | 0              | 8             | 3             | 3             | 1             | 34       | 5      | 8           | 1          |
| J. Gjasula      | 0            | 0            | 0            | 0            | 0              | 0              | 0              | 0              | 0             | 0             | 0             | 0             | 0        | 0      | 0           | 0          |
| B. Huggel       | 32           | 10           | 6            | 1            | 1              | 1              | 0              | 0              | 11            | 2             | 2             | 0             | 44       | 13     | 8           | 1          |
| S. Inkoom       | 27           | 0            | 6            | 0            | 1              | 0              | 0              | 0              | 9             | 0             | 1             | 0             | 37       | 0      | 7           | 0          |
| J. Kamber       | 0            | 0            | 0            | 0            | 0              | 0              | 0              | 0              | 0             | 0             | 0             | 0             | 0        | 0      | 0           | 0          |
| O. Klaus        | 0            | 0            | 0            | 0            | 0              | 0              | 0              | 0              | 0             | 0             | 0             | 0             | 0        | 0      | 0           | 0          |
| F. Marque       | 0            | 0            | 0            | 0            | 0              | 0              | 0              | 0              | 0             | 0             | 0             | 0             | 0        | 0      | 0           | 0          |
| O. Mustafi      | 1            | 0            | 1            | 0            | 0              | 0              | 0              | 0              | 0             | 0             | 0             | 0             | 1        | 0      | 1           | 0          |
| M. Perović      | 1            | 0            | 0            | 0            | 0              | 0              | 0              | 0              | 2             | 0             | 0             | 0             | 3        | 0      | 0           | 0          |
| D. Ritter       | 0            | 0            | 0            | 0            | 0              | 0              | 0              | 0              | 0             | 0             | 0             | 0             | 0        | 0      | 0           | 0          |
| B. Safari       | 32           | 1            | 8            | 2            | 1              | 0              | 0              | 0              | 10            | 0             | 2             | 0             | 43       | 1      | 10          | 2          |
| P. Schürpf      | 6            | 0            | 0            | 0            | 0              | 0              | 0              | 0              | 1             | 0             | 0             | 0             | 7        | 0      | 0           | 0          |
| X. Shaqiri      | 32           | 4            | 4            | 0            | 1              | 1              | 0              | 0              | 10            | 2             | 1             | 0             | 43       | 7      | 5           | 0          |
| A. Silva        | 25           | 2            | 4            | 0            | 1              | 0              | 0              | 0              | 8             | 0             | 1             | 0             | 34       | 2      | 5           | 0          |
| V. Stocker      | 31           | 12           | 8            | 0            | 1              | 2              | 0              | 0              | 9             | 0             | 0             | 0             | 41       | 14     | 8           | 0          |
| M. Streller     | 29           | 21           | 8            | 0            | 0              | 0              | 0              | 0              | 9             | 5             | 0             | 0             | 38       | 26     | 8           | 0          |
| D. Ünal         | 2            | 0            | 0            | 0            | 0              | 0              | 0              | 0              | 1             | 0             | 0             | 0             | 3        | 0      | 0           | 0          |
| S. Wessels      | 1            | 0            | 0            | 0            | 0              | 0              | 0              | 0              | 1             | 0             | 0             | 0             | 2        | 0      | 0           | 0          |
| T. Xhaka        | 0            | 0            | 0            | 0            | 0              | 0              | 0              | 0              | 0             | 0             | 0             | 0             | 0        | 0      | 0           | 0          |
| R. Zanni        | 8            | 0            | 0            | 0            | 1              | 0              | 0              | 0              | 0             | 0             | 0             | 0             | 9        | 0      | 0           | 0          |
| J. Zoua         | 14           | 2            | 1            | 0            | 1              | 1              | 0              | 0              | 0             | 0             | 0             | 0             | 15       | 3      | 1           | 0          |
| S. Şahin        | 11           | 0            | 1            | 0            | 0              | 0              | 0              | 0              | 5             | 1             | 2             | 0             | 16       | 1      | 3           | 0          |